# Øyjorda
Øyjorda est une localité du comté de Nordland, en Norvège.

## Géographie
Administrativement, Øyjorda fait partie de la kommune de Narvik.